# ليونارد مان
ليونارد مان هو ممثل أمريكي وإيطالي، ولد في 1 مارس 1947 في إيطاليا.

## وصلات خارجية
- ليونارد مان على موقع IMDb (الإنجليزية)
- ليونارد مان على موقع أول موفي (الإنجليزية)
- ليونارد مان على موقع قاعدة بيانات الفيلم (الإنجليزية)